# Magyar galambfajták listája
A magyar galambfajták a magyar állattenyésztés egyik nagy múltú és sikeres ágának eredményei.
Béres Endre megfogalmazásában: „Magyar galambfajtának tekintem a történelmi és a jelenlegi Magyarország területén magyar állampolgárok által kitenyésztett galambfajtákat.”
Ezt kiegészíthetjük azzal a kritériummal, hogy a jelentős galambtenyésztő kultúrával rendelkező európai területeken (német, francia, angol nyelvterület) magyarként ismerik a fajtát. Ugyanakkor az is tény, hogy egyes fajták kialakításában más nemzetiséghez tartozó tenyésztők is szerepet játszottak, de a fajták kialakulásának helye a kialakulás időpontjában magyar felségterület volt és a fennmaradt bizonyítékok alapján a fajta kialakításában döntően magyar állampolgárságú tenyésztők vettek részt.
Magyar galambfajták:
- Alföldi buga
- Alföldi dudoros postagalamb
- Alföldi-Kőrösi keringő
- Alföldi parasztgatyás
- Bácskai hosszúcsőrű keringő
- Bajai keringő
- Budapesti magasröptű csapos keringő
- Budapesti bíbic keringő
- Budapesti gólyás keringő
- Budapesti magasröptű keringő
- Budapesti rövidcsőrű keringő
- Budapesti tollaslábú gólyás keringő
- Budapesti tükrös keringő
- Ceglédi rövidcsőrű szívhátú
- Ceglédi tollaslábú keringő
- Csepeli magasröptű hófehér keringő
- Debreceni pergő
- Dél-bácskai keringő
- Dunakeszi babos keringő
- Egri kék keringő
- Erdélyi bukó
- Erdélyi duplakontyos bukó
- Hódmezővásárhelyi ernyősszemű keringő
- Kakasdi székely begyes (gusás)
- Kakucsi szarka keringő
- Kaposvári tigristarka keringő
- Kiskunfélegyházi keringő
- Kiskunfélegyházi simafejű keringő
- Komáromi bukó
- Magasröptű magyar deres
- Magasröptű pesti kék keringő
- Magyar autosex tyúkgalamb
- Magyar csirkegalamb
- Magyar díszposta
- Magyar fodros galamb
- Magyar óriás begyes
- Magyar óriás galamb
- Magyar páva
- Magyar pergő
- Magyar szarka keringő
- Miskolci fésűs keringő
- Pesti gólyás keringő
- Szegedi magasszálló keringő
- Szolnoki bagdetta
- Szolnoki keringő
- Szováti kék
- Tyúktarka